# Laurent Schwartz
Laurent Schwartz (París, 5 de marzo de 1915 - ibíd. 4 de julio de 2002) fue un matemático francés conocido por sus trabajos sobre la teoría de distribuciones. Recibió la Medalla Fields en 1950.

## Estudios y carrera
Fue un estudiante brillante, sobre todo en latín, griego y matemáticas. Uno de sus profesores dijo a sus padres: "Os dirán que vuestro hijo es dotado para los idiomas, pero le interesan de hecho sólo el aspecto científico y matemático: debe convertirse en matemático". En 1934 entró en la Escuela Normal Superior de París. Hace el servicio militar como oficial entre 1937 y 1939, servicio prolongado un año por la Segunda Guerra Mundial.
Trabajó en la Universidad de Nancy, en la Sorbona y en la École polytechnique. En 1975 fue elegido miembro de la Academia de Ciencias Francesa.

## Algunas publicaciones

### Libros
- Étude des sommes d'exponentielles réelles. Hermann, 1943,[1] nueva ed. 1959

- Théorie des distributions. Hermann, 2 v. 1950/1951,[2] nueva ed. 1966

- Lectures on complex analytic manifolds. Springer, 1986 (Lectures at the Tata Institute, Bombay 1955)

- Séminaire Schwartz in Paris 1953 bis 1961

- Mathematics for the physical sciences. Hermann, 1966

- Analyse mathématique. 2 v. Hermann, 1967

- Application of distributions to the theory of elementary particles in quantum mechanics. Gordon & Breach, 1968, 1988

- Radon measures on arbitrary topological spaces and cylindrical measures. Oxford University Press, 1973 (Tata Lectures)

- Tenseurs. Hermann, 1975

- Analyse hilbertienne. Hermann, 1979

- Semi-martingales sur des variétés et martingales conformes sur des variétés analytiques complexes. Springer, 1980

- Geometry and probability in Banach Spaces. Springer, 1981

- Cours d' Analyse. Hermann, 1981

- Pour sauver l’université. Editions du Seuil, 1983

- Semi-martingales and their stochastic calculus on manifolds. Presse de l´Universitaire de Montreal, 1984

- Un mathématicien aux prises avec le siècle. Paris 1997, autobiografía, al inglés: A mathematician grappling with his century. Birkhäuser, 2001, ISBN 3-7643-6052-6

- Analyse. Hermann, 1998

## Actividad política
Era un anti-colonialista y trotskista, convencido de que la política de no intervención realizada por el gobierno de Léon Blum frente al nazismo era totalmente ineficaz, e incluso peligrosa. Participó activamente por la independencia de Vietnam y contra la intervención soviética en Afganistán.